# Lamothe-Montravel
Lamothe-Montravel település Franciaországban, Dordogne megyében. Lakosainak száma 1430 fő (2022. január 1.). Lamothe-Montravel Saint-Michel-de-Montaigne, Montcaret, Castillon-la-Bataille, Flaujagues, Juillac, Mouliets-et-Villemartin és Saint-Seurin-de-Prats községekkel határos.

## Népesség
A település népességének változása:
| Lakosok száma | 914  | 950  | 1093 | 1327 | 1283 | 1311 | 1330 | 1377 | 1390 | 1430 |
|               | 1968 | 1982 | 1990 | 2006 | 2013 | 2015 | 2017 | 2019 | 2020 | 2022 |